# Bahnhof Sterzing-Pfitsch

Der Bahnhof Sterzing-Pfitsch (italienisch Stazione di Vipiteno-Val di Vizze) befindet sich an der Brennerbahn in Südtirol.

## Lage
Der Bahnhof Sterzing-Pfitsch befindet sich auf 949 m Höhe nahe dem Stadtzentrum von Sterzing im Wipptal. Von der schnell erreichbaren Altstadt ist er durch den Eisack und die SS 12 getrennt. Da die kommunale Grenze hier dem Flusslauf folgt, liegt der Bahnhof allerdings administrativ nicht in Sterzing, sondern auf dem Gebiet der Nachbargemeinde Pfitsch.

## Geschichte
Der Bahnhof Sterzing wurde 1867 zusammen mit dem gesamten Abschnitt der Brennerbahn zwischen Innsbruck und Bozen in Betrieb genommen. Sterzing, das bis dahin vom Postkutschenverkehr über den nahen Brenner profitiert hatte, erlebte durch den Bau der Eisenbahn zunächst einen wirtschaftlichen Einbruch, der mit der Zeit durch den aufkeimenden Tourismus ausgeglichen wurde.
Seit den 1950er Jahren machte sich das Bahnpersonal – einer italienischen Tradition entsprechend – um die Pflege und Verschönerung des Areals verdient. 1985 erfolgte eine Renovierung des Aufnahmsgebäudes, 1995 wurde ein Mittelbahnsteig mit Teilüberdachung und Unterführung errichtet. Auf das Jahr 2014 geht die Erweiterung des Bahnhofsnamens zurück, mit der aus dem bisherigen Bahnhof Sterzing der Bahnhof Sterzing-Pfitsch wurde.

## Baulichkeiten

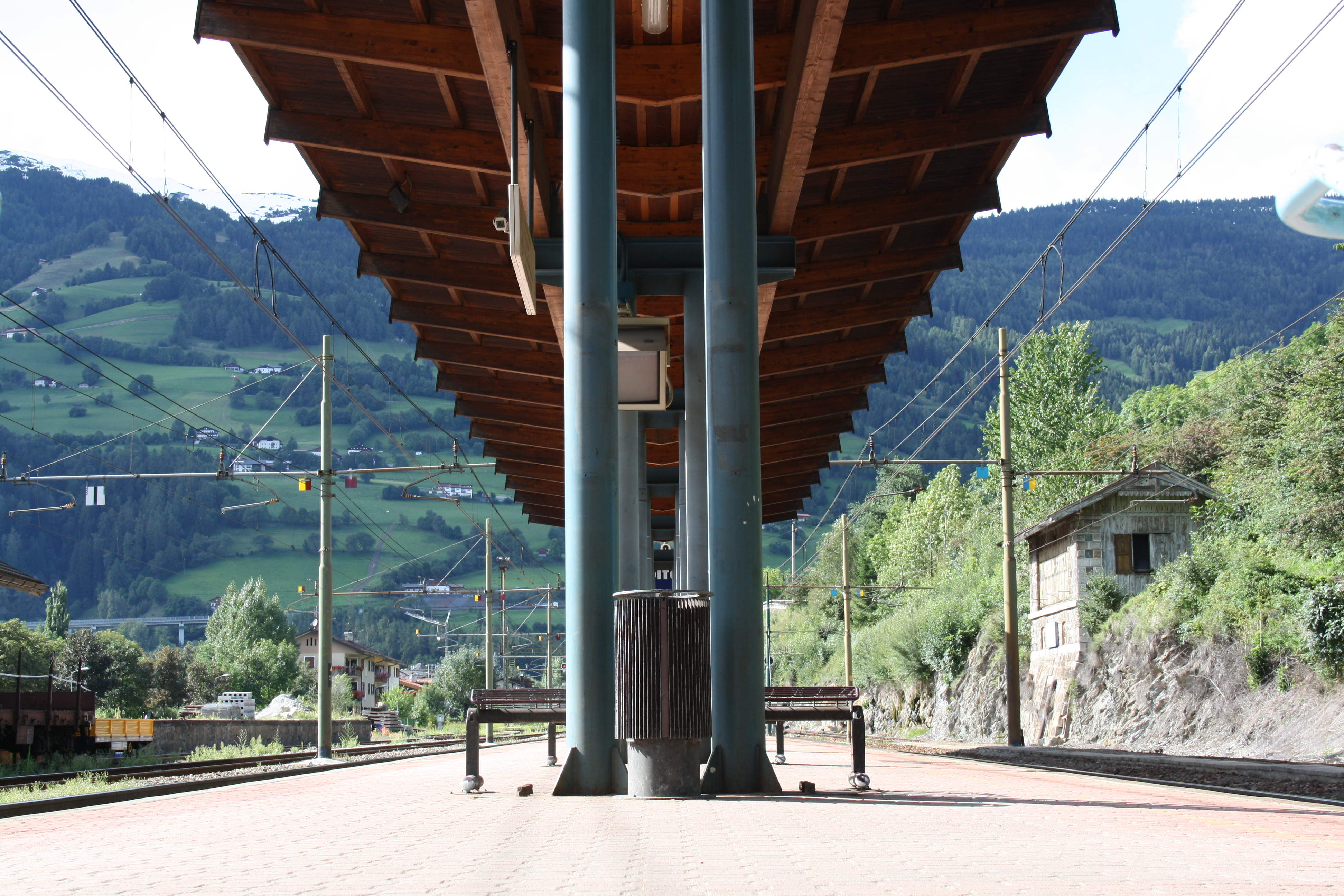
Mittelbahnsteig, rechts im Hintergrund die alte Wasserstation

Die Gebäude des Bahnhofs präsentieren sich überwiegend in sehr gutem Zustand. Das von Wilhelm von Flattich entworfene Aufnahmsgebäude ist mit Bruchsteinen aus Brixner Granit verkleidet, während dekorative Details wie die Fensterfassungen in weißem Marmor gestaltet sind. Das Dach weist sorgfältig gearbeitete Holzgiebel auf. Ein nördlicher Anbau fiel 1938 einem Brand zum Opfer und wurde in den 50er Jahren durch einen schlichten Neubau ersetzt. Ebenfalls zum ursprünglichen Bestand zählen ein hölzernes Lagerhaus nördlich vom Aufnahmsgebäude sowie – auf der gegenüberliegenden Seite der Gleise – eine turmartige Wasserstation. Die historischen Gebäude des Bahnhofs stehen seit 2004 unter Denkmalschutz.

## Funktion
Der Bahnhof Sterzing-Pfitsch wird durch Regionalzüge der Trenitalia sowie der SAD bedient.